# Burn (программа)
Burn — бесплатная программа для записи оптических дисков, работающая под управлением Mac OS X

## Возможности
- Запись файлов на оптические диски.
- Поддержка нескольких файловых систем на одном оптическом диске.
- Редактирование свойств диска, включай иконку, дату и время файлов и много другое.
- Создание Audio-CD, MP3-дисков и DVD-audio.
- Поддержка CD-Text и ID3.
- Создание видеодисков в форматах Video CD, DVD-Video (имеется поддержка меню), DivX.
- Копирование дисков.
- Преобразование форматов аудио и видео.